# Lithurgus cephalotes
Lithurgus cephalotes là một loài Hymenoptera trong họ Megachilidae. Loài này được van der Zanden mô tả khoa học năm 1977.